# Juan Gaspar Stork Werth
Juan Gaspar Stork Werth (Colonia, Alemania, 5 de junio de 1856 - Colonia, Alemania, 12 de diciembre de 1920) fue un sacerdote lazarista alemán, tercer obispo de Costa Rica. 

## Primeros años y estudios
El Obispo Stork Werth nació el 5 de junio de 1856, en Colonia, Alemania. Hijo de Federico Guillermo Stork y Albertina Werth. A los diez años presentó exámenes de enseñanza primaria, pasando enseguida a cursar humanidades en el Gimnasio de Colonia. A los 18 años se trasladó a París e ingresó en la Congregación de la Misión de los padres paulinos, vicentinos lazaristas o de la misión, fue ordenado presbítero el 7 de junio de 1879 siempre en Francia. Se graduó de Doctor en Teología en 1886 en Francia.

## Actividad docente
Fue profesor de Filosofía en la Congregación lazarista en París y de Teología en Soissons. De 1886 a 1893 fue Rector y profesor de Teología del Seminario de Theux. 
Llegó a Costa Rica el 29 de junio de 1893 junto a otros hermanos alemanes de la Congregación para asumir la regencia del Seminario. De inmediato se le nombró Rector, cargo que desempeñó hasta 1904.

## Obispo de Costa Rica
El P. Juan Gaspar Stork fue elegido para el episcopado el 11 de junio de 1904, por el papa Pío X, fue ordenado Obispo y tomó posesión de la Diócesis el 28 de agosto del mismo año, en la Catedral de San José, a los 48 años y 25 de ejercicio del ministerio.
Celebró el Segundo Sínodo Diocesano entre el 24 y el 29 de enero de 1910, que tomó importantes decisiones jurídicas para la marcha de la Iglesia costarricense, como la erección de diversas nuevas Parroquias en todo el territorio nacional.
Celebró el Primer Congreso Eucarístico Nacional, en 1913, sin duda, el más notable acontecimiento de su episcopado. Difundió y fortaleció la devoción al Sagrado Corazón de Jesús y a la Virgen María. 
Inició la construcción del nuevo templo de la Basílica de Nuestra Señora de los Ángeles en Cartago, embelleció notablemente la Catedral de San José, por su interés se debe la importación de muchísimos elementos de orfebrería fina. e impulsó el inicio de la construcción de nuevos templos parroquiales (Moravia, Atenas, San Rafael de Oreamuno, Curridabat, Desamparados, San Isidro de Heredia).
Inspirado quizá en las dificultades que enfrentaron sus predecesores, Mons. Stork tuvo mucha prudencia en su relación con el gobierno civil. La predicación, la fidelidad doctrinal y la confesión fueron seriamente animadas por el señor Obispo; lo mismo que las obras de caridad, particularmente de mano de la Sociedad de San Vicente de Paúl.
Realizó dos visitas “ad limina”, una en 1905 y la otra en 1920, y le correspondió recibir los primeros representantes de la Santa Sede en Costa Rica, primero en la persona del Delegado Apostólico, Mons. Juan Cagliero S.D.B. (1908-1915) –con funciones sólo ante la Iglesia en Costa Rica, Nicaragua y Honduras, con residencia en San José– y luego del interim de 1915 y 1917, en la persona del Internuncio Mons. Juan Bautista Marenco S.D.B. (1917-1921), ya con funciones reconocidas ante los Estados de Costa Rica, Nicaragua y Honduras –, para lo que animó la construcción de la Nunciatura Apostólica.
Escribió catorce cartas pastorales y treinta circulares. Se preocupó por la formación sacerdotal y construyó la Capilla del Seminario Mayor, en la esquina sur oeste de la cuadra donde se ubicaba tal institución detrás de la Catedral.
Fue el último obispo de toda Costa Rica, ya que el 16 de febrero de 1921, a poco de su fallecimiento, se erigió la Provincia Eclesiástica y con ello la Diócesis fue promovida a Arquidiócesis.
Murió el 12 de diciembre de 1920, a la edad de 64 años, en Colonia, Alemania, luego de 16 de episcopado, sus restos fueron trasladados a Costa Rica y reposan en el presbiterio de la Catedral.